# Trentepohlia praesulis
Trentepohlia praesulis là một loài ruồi trong họ Limoniidae. Chúng phân bố ở miền Australasia.